# Hector Mithob (Theologe)
Hector Mithob, auch Mithobius auch Hektor, Familienname latinisiert aus Mithoff (* 16. August 1600 in Hannover; † 7. Juni 1655 in Ratzeburg), war ein deutscher lutherischer Theologe und Superintendent, zunächst für das Hochstift Ratzeburg, ab 1653 auch für große Teile Westmecklenburgs.

## Leben und Werk
Hector (III.) Mithob war der Sohn des gleichnamigen Juristen und späteren sachsen-lauenburgischen Kanzlers Hector Mithobius. Er studierte nach einer Reise nach Italien in Gießen, Tübingen und Jena. 1625 wurde er zum sachsen-lauenburgischen Hofprediger berufen und im August 1626 in Tübingen zum Dr. theol. promoviert. Ab 1627 wirkte er als Superintendent in Böblingen.
Im Zuge der schwedischen Besetzung des Hochstifts Halberstadt wurde Mithobius dorthin berufen; sein Bruder, der Jurist Daniel Mithoff war hier zur gleichen Zeit als schwedischer Rat und Kommissar tätig. In Halberstadt hielt er eine vielbeachtete Reihe von 132 Predigten über das Buch Jona; die Predigten wurden 1639 in Halberstadt und nochmals 1654 in Leipzig gedruckt. 1639 erhob ihn Kaiser Ferdinand III. gemeinsam mit seinem Vater und seinen Brüdern in den erblichen Adelsstand unter dem Namen Mithobius von Mithoffen.
Nach dem Ende der schwedischen Besetzung Halberstadts ging er in das zu Sachsen-Lauenburg gehörende Land Hadeln und wurde Pastor in Otterndorf. 1641 berief ihn das Domkapitel in Ratzeburg als Nachfolger von Nicolaus Peträus zum Superintendenten des Stifts und zum Prediger am Ratzeburger Dom. Noch im selben Jahr hielt er eine eingehende Kirchenvisitation im Stift Ratzeburg ab und ordnete die durch die Auswirkungen des Krieges betroffenen kirchlichen Verhältnisse. 1644 kam es wegen der Bestimmung der Herzogin Katharina von Lauenburg (1582–1644), Mithobius solle bei ihrer Beisetzung im Ratzeburger Dom die Leichenrede halten, zu einem heftigen Streit mit dem eigentlich zuständigen sachsen-lauenburgischen Superintendenten Cramer.

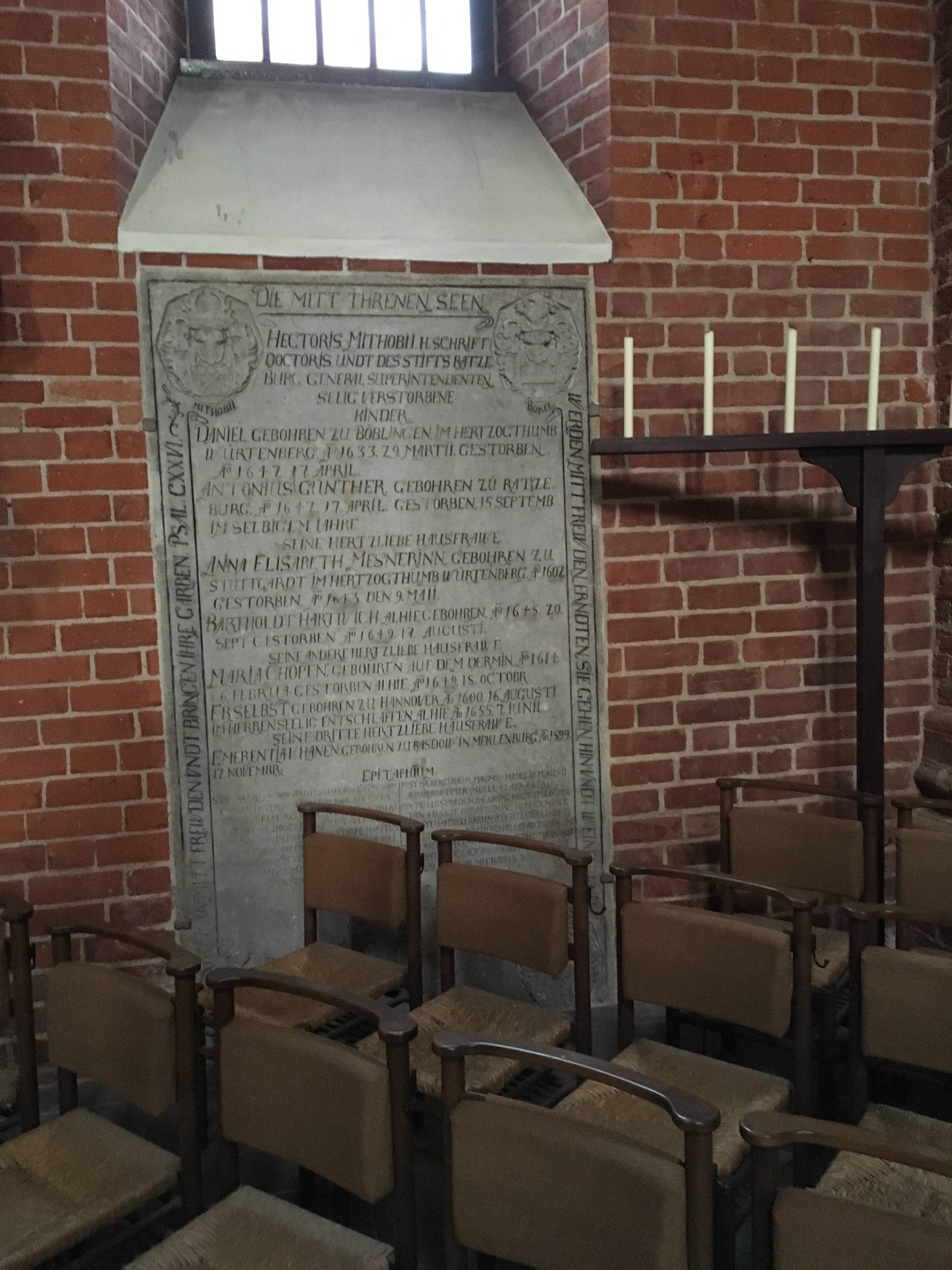
Grabplatte im Ratzeburger Dom

Als das Bistum Ratzeburg 1648 durch den westfälischen Frieden in das Fürstentum Ratzeburg umgewandelt wurde und zunächst an Mecklenburg-Schwerin fiel, erweiterte sich sein geistlicher Aufsichtsbereich erheblich. Da durch die Abtretung von Wismar und Neukloster an Schweden die bisherige Wismarer Superintendentur neu organisiert werden musste, entstand 1653 ein neuer Mecklenburgischer Kreis mit Mithobius als Superintendenten. Auch hier führte er sogleich eine Visitation durch. 1650 veröffentlichte er eine Bearbeitung des Kleinen Katechismus: Methodus catechizandi simplices, d. i. Einfältigste und kurtze Anleitung, wie die gantz einfältigen Leute in dem H. Catechismo sind zu üben. 1653 wurde sie nach Errichtung der Mecklenburgischen Superintendentur in Rostock gedruckt und blieb bis ins Jahr 1812 in Mecklenburg in Gebrauch.
1655 wurde die Domschule am Ratzeburger Dom nach einem vom Mithobius entworfenen Statut neu errichtet. Er setzte sich sehr für die Kirchenmusik ein, und sein gleichnamiger Sohn (seit 1655 Archidiaconus und später Superintendent in Otterndorf) dokumentierte in seiner für die Geschichte der evangelischen Kirchenmusik wichtigen Schrift De Psalmodia Christiana Predigten seines Vaters, in denen er die Figuralmusik gegen Kritik verteidigt.
Sein Nachfolger als Superintendent und Domprediger wurde Johann Friedrich König.

## Familie
Mithob war dreimal verheiratet, zunächst seit 1628 mit Anna Elisabeth Meißner (1602–1643) aus Stuttgart; nach ihrem Tod heiratete er am 17. Oktober 1643 Maria Chop (1614–1649) aus Ratzeburg und schließlich 1650 Emerentia (von) Hahn(-Basedow) (1599–1677). Von den beiden ersten Frauen wurden ihm 13 Kinder geboren.

## Schriften
- Exēgēsis Primi Capitis Matthaei Evangelistae: In Qua Prolegomena Quaedam Generalia Praemittuntur, Deinde Dicta Fere Omnia, adhaec usque tempora in controversiam vocata … Dissertation. Werlinus, Tübingen 1619.
- Der Prophet Jona: In hundert und zwey und dreissig Predigten erkläret und außgeleget/ Mit außführlichen Locis, oder Christlichem Gebrauche/ Insonderheit auff den Praxin dieser grewlichen und trübseligen Zeit/ zur Busse gerichtet. Kolwald, Halberstadt 1639.
- Methodus catechizandi simplices, d. i. Einfältigste und kurtze Anleitung, wie die gantz einfältigen Leute in dem H. Catechismo sind zu üben … Keyl, Rostock 1653.

letzte Ausgabe: Catechismus-Fragen oeder Uebung des kleinen Catechismi D. Martin Luthers, welche anfänglich von weyland D. Hector Mithobius entworfen hernach aber von verschiedenen Dienern des göttl. Worts vermehret worden. Gläser, Ratzeburg 1805.